# Фуджи (музыкальный жанр)
Фуджи (англ. Fuji) — жанр африканской популярной музыки, комбинирующий перкуссию и вокал апалы с задумчивой, философской музыкой сакара. Важнейшей характерной особенностью фуджи является ударная музыка. Его разработал Сикиру Айинде Барристер (Sikuru Ayinde Barrister), который начал свой творческий путь в 1965 году, с исполнения мусульманских утренних песен вере, во время священного месяца Рамадан. Название жанра он придумал после победы в конкурсе исполнителей вере-музыки (en:ajisari), состоявшегося в Лагосе. Название было взято, скорее всего, случайно, от японской горы Фудзи (как утверждает Сикиру, за красивое звучание слова). Вскоре у Сикиру появился конкурент Айинила Коллингтон (Ayinla Kollington), разделивший поклонников фуджи на два лагеря. К концу 1990-х годов фуджи начал обгонять джуджу по популярности, превратившись в музыкальный мейнстрим Нигерии. Бесспорным лидером и новатором жанра становится Васиу Барристер (Wasiu Barrister), известный как KWAM (King Wasiu Ayinde Marshall).

## Ключевые исполнители
- Sikuru Ayinde Barrister
- Ayinla Kollington
- Wasiu Barrister (a.k.a. KWAM)
- Abass Akande Obesere
- Sunny Tua (a.k.a. Sunny T.)
- Adewale Ayuba
- Easy Kabaka
- Ejire Bonanza